# 阿敏都喇勒
阿敏都喇勒（?—?），清朝喀尔喀蒙古车臣汗部之祖，博尔济吉特氏，格哷森札札赉尔的第四子，达延汗的孙子。
他父亲将和啰、库里叶、绰琥尔三部封给了他，他和三哥诺诺和、五弟、六弟在喀尔喀左翼游牧，被称为左翼四和硕。与其长兄阿什海达尔汉珲台吉（札萨克图汗部的祖先）的右翼并立。他有两个儿子多爾察海哈喇扎噶勒杜固尔格其、谟啰贝玛。多爾察海沒有兒子，谟啰贝玛繼承父親阿敏都喇勒成為左翼的部長。谟啰贝玛只有一個兒子硕垒，硕垒稱為車臣汗（又譯「徹辰汗」）。